# 江儀遠山荘
江儀遠山荘（えぎとおやまのしょう）は信濃国伊那郡（現在の長野県飯田市の旧下伊那郡南信濃村と上村と天龍村の一部）にあった荘園。荘域は遠山郷の遠山川流域と推定される 。

## 歴史
鎌倉時代には、『吾妻鏡』文治2年3月12日（1186年4月3日）条に後白河法皇から源頼朝に示された「関東御知行国々内乃具未済庄々注文」にも名が見え、建保2年（1214年）の『鶴岡八幡宮寺供僧次第』に記載があることから、同社の荘園であったことがわかり、供奉僧の悉覚坊仲円が源氏のために長日仁王会法華会を修するにあたり、当荘をその料所にあてたことを示している。また蓮華坊勝円の項にも「信州遠山庄」とある。当時の地頭は北条時政であった。
当初は美濃国に跨った遠山荘が分割され、区別のために江儀遠山荘と称されるようになったと考えられ（『下伊那史』）、元禄年間の『信濃国絵図』には駿河国との境に「江儀山」が見えるが、現在地名としては残っていない。嘉暦4年（1328年）の「諏訪大社造営目録案」には、地頭宛てに頭役を勤仕の結番が見え（『諏訪大社上社文書』）、天正6年（1578年）の「武田勝頼造宮手形」（『諏訪大社上社文書』）には「遠山之郷」となっている。
室町時代以後は和田城を本拠とした地頭信州遠山氏の知行地となり、戦国時代以降は武田氏の支配地となり、国衆領の一つである「遠山領」として纏められた。